# Славное море — священный Байкал

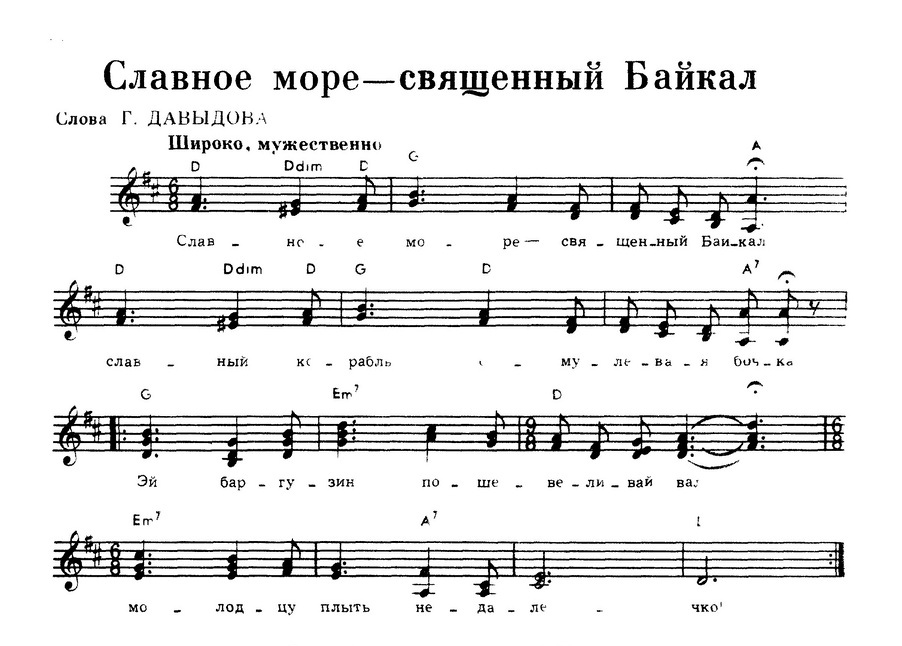
Ноты

«Сла́вное мо́ре — свяще́нный Байка́л» — русский романс, в основу которого были положены стихи сибирского поэта Дмитрия Павловича Давыдова.

## История
В 1848 году смотритель Верхнеудинского уездного училища Дмитрий Павлович Давыдов написал стихотворение «Думы беглеца на Байкале». Оно было посвящено беглецам с каторги. Сам автор в интервью петербургской газете «Золотое руно» говорил:

Беглецы из заводов и поселений вообще известны под именем «прохожих»… Они с необыкновенной смелостью преодолевают естественные препятствия в дороге. Они идут через хребты гор, через болота, переплывают огромные реки на каком-нибудь обломке дерева, и были случаи, что они рисковали переплыть Байкал в бочках, которые иногда находят на берегах моря.

В середине 1850-х годов появились первые переложения этого стихотворения на музыку. Сочинили музыку безвестные заключённые с Нерчинских рудников, поэтому песня считается народной. Кроме того, в текст было внесено множество изменений: убраны неудачные куплеты и рифмы, длинноты; она стала существенно короче.
Первая публикация песни появилась в «Современнике» в № 11 за 1863 год. Этот текст был очень близок к стихотворению: он сохраняет все 10 строф (авторский текст состоит из 11, причём последняя — повторение первой), но в самом тексте уже есть отличия, ограничивающиеся заменой отдельных слов (всего в 11 местах).

## Версии
В 1995 году кавер-версию песни записала эстонская панк-группа J.M.K.E.
В 2003 году группа «Бахыт-компот» (группа Вадима Степанцова) в альбоме «Stereoбандитизм» исполнила эту песню на мотив «Hotel California» группы Eagles. Первая половина песни во многом совпадает со стихотворением Давыдова, вторая половина является ироничным продолжением, связанным с песней Ивана Кучина «Человек в телогрейке».
В начале 2011 года сингл со своим исполнением песни выпустила группа «Аквариум».
| Думы беглеца на Байкале Славное море — привольный Байкал, Славный корабль — омулёвая бочка. Ну, Баргузин, пошевеливай вал, Плыть молодцу недалёчко! Долго я звонкие цепи носил; Худо мне было в норах Акатуя. Старый товарищ бежать пособил; Ожил я, волю почуя. Шилка и Нерчинск не страшны теперь; Горная стража меня не видала, В дебрях не тронул прожорливый зверь, Пуля стрелка — миновала. Шел я и в ночь — и средь белого дня; Близ городов я поглядывал зорко; Хлебом кормили крестьянки меня, Парни снабжали махоркой. Весело я на сосновом бревне Вплавь чрез глубокие реки пускался; Мелкие речки встречалися мне — Вброд через них пробирался. У моря струсил немного беглец: Берег обширен, а нет ни корыта; Шёл я коргой — и пришёл наконец К бочке, дресвою замытой. Нечего думать, — бог счастье послал: В этой посудине бык не утонет; Труса достанет и на судне вал, Смелого в бочке не тронет. Тесно в ней было бы жить омулям; Рыбки, утешьтесь моими словами: Раз побывать в Акатуе бы вам — В бочку полезли бы сами! Четверо суток верчусь на волне; Парусом служит армяк дыроватый, Добрая лодка попалася мне, — Лишь на ходу мешковата. Близко виднеются горы и лес, Буду спокойно скрываться под тенью; Можно и тут погулять бы, да бес Тянет к родному селенью. Славное море — привольный Байкал, Славный корабль — омулёвая бочка… Ну, Баргузин, пошевеливай вал: Плыть молодцу недалёчко! | Славное море — священный Байкал Славное море — священный Байкал, Славный корабль — омулёвая бочка. Эй, Баргузин, пошевеливай вал, Молодцу плыть недалёчко. Долго я тяжкие цепи влачил, Долго скитался в горах Акатуя; Старый товарищ бежать пособил — Ожил я, волю почуя. Шилка и Нерчинск не страшны теперь, Горная стража меня не поймала, В дебрях не тронул прожорливый зверь, Пуля стрелка — миновала. Шёл я и в ночь, и средь белого дня, Вкруг городов озираяся зорко, Хлебом кормили чалдонки меня, Парни снабжали махоркой. Славное море — священный Байкал, Славный мой парус — кафтан дыроватый, Эй, Баргузин, пошевеливай вал, Слышатся грома раскаты. |